# Kvillträsket
Kvillträsket är en sjö  i den del av Bjurholms kommun som ligger i Västerbotten. Den ingår i Hörnåns huvudavrinningsområde. Sjön har en area på 0,218 kvadratkilometer och ligger 188,4 meter över havet.
Sjön ingår i naturreservatet Kvillträsket. 

## Delavrinningsområde
Kvillträsket ingår i det delavrinningsområde (710342-167865) som SMHI kallar för Ovan Tjärnbäcken. Medelhöjden är 226 meter över havet och ytan är 28,27 kvadratkilometer. Det finns inga avrinningsområden uppströms utan avrinningsområdet är högsta punkten. Avrinningsområdets utflöde Hörnån mynnar i havet. Avrinningsområdet består mestadels av skog (67 procent) och sankmarker (28 procent). Avrinningsområdet har 0,32 kvadratkilometer vattenytor vilket ger det en sjöprocent på 1,1 procent.